# كلبسيلة رئوية
الكَلِبْسية الرئوية (الاسم العلمي: Klebsiella pneumoniae)، هي بكتيريا عصوية الشكل سالبة الغرام غير متحركة مغلفة بمحفظة، وتصنف ضمن اللاهوائيات الاختيارية المخمرة للاكتوز. ينمو هذا النوع من البكتيريا على آغار ماكونكي ليشكل مستعمرات بكتيرية لزجة مخمرة للاكتوز.
توجد الكلبسيلة الرئوية ضمن الفلورا الطبيعية للفم والجلد والأمعاء، ولكنها قد تسبب تغييرات مدمرة لرئتي الإنسان والحيوان عند استنشاقها، وتحديدًا للأسناخ الرئوية؛ ما يؤدي إلى إنتاج مادة هلامية مدماة أو بنية أو صفراء اللون تشبه القشع. تعتبر الكلبسيلة الرئوية أهم أنواع جنس الكلبسيلة -التابع لعائلة الأمعائيات- من الناحية السريرية. عثر الباحثون أيضًا على الكلبسيلة أوكسيتوكا والكلبسيلة التصلبية الأنفية في بعض العينات البشرية. أصبحت أنواع الكلبسيلة -في السنوات الأخيرة- أحد الأسباب المهمة لعدوى المستشفيات.
توجد الكلبسيلة بشكل طبيعي في التربة، وتكون 30% من السلالات مثبتة للنيتروجين في الظروف اللاهوائية. تعتبر هذه البكتيريا ديازوتروف مستقل، ولهذا خضع نظام تثبيت النيتروجين الخاص بها للدراسة المكثفة. تملك الكلبسيلة الرئوية أهمية زراعية، ويعتبر دورها في زيادة غلة المحاصيل الزراعية مثبتًا.
يتشابه كل من الكلبسيلة الرئوية والكلبسيلة أوكسيتوكا، وتختلف الأولى بكونها سلبية الإندول وبقدرتها على النمو على الميليزيتوز وحمض بيتا هيدروكسي بوتيريك.

## علم الأوبئة
يؤثر المرض عادةً على الرجال المسنين ومتوسطي السن المصابين بأمراض مؤهبة. يعتقد الباحثون أن الإصابة تحدث نتيجة ضعف في آليات الجهاز التنفسي الدفاعية. تتضمن الأمراض المؤهبة ما يلي: المعاناة من مرض السكري وإدمان الكحول والأورام الخبيثة وأمراض الكبد والداء الرئوي الانسدادي المزمن والعلاج بالستيرويدات القشرية والقصور الكلوي والتعرض المهني لبعض المواد (كما في مصانع المنتجات الورقية). تحدث معظم الحالات عندما يكون الشخص في المستشفى لسبب آخر (عدوى المستشفيات).
قد تسبب الكلبسيلة التهاب في المسالك البولية والقناة الصفراوية السفلية ومواقع الشقوق الجراحية بالإضافة إلى الالتهاب الرئوي. تتضمن مجموعة الأمراض السريرية المرتبطة بالكلبسيلة ما يلي: الالتهاب الرئوي والتهاب الوريد الخثاري وإنتانات المسالك البولية والطرق التنفسية العلوية والتهاب المرارة والإسهال وإنتانات الجروح والتهاب العظم والنقي والتهاب السحايا وتجرثم الدم وتعفنه. قد يحتاج بعض المرضى لأجهزة وإجراءات غازية لأجسادهم. تغدو تلك الأجهزة مصدرًا للخطر بسبب احتمال تلوثها. تزيد أجهزة جناح حديثي الولادة ومعدات الدعم التنفسي والقساطر البولية من خطر إصابة المرضى بهذا النوع من البكتيريا. قد يزيد استخدام المضادات الحيوية من خطر الإصابة بعدوى المستشفيات الناجمة عن الكلبسيلة. يتبع دخول البكتيريا إلى الدم الإنتان والصدمة الإنتانية.
أشارت الأبحاث التي أجريت في كينجز كوليدج بلندن إلى دور المحاكاة الجزيئية بين HLA-B27 واثنين من الجزيئات السطحية للكلبسيلة في إحداث التهاب الفقار اللاصق.
تحتل الكلبسيلة المرتبة الثانية بعد الإشريكية القولونية في التهابات المسالك البولية لدى كبار السن. تعتبر الكلبسيلة أحد مسببات العدوى الانتهازية لدى المصابين بأمراض الرئة المزمنة والأمراض المعوية وضمور الغشاء المخاطي للأنف والصلبوم الأنفي. ظهرت سلالات جديدة مقاومة للمضادات الحيوية من الكلبسيلة الرئوية.

### الالتهاب الرئوي بالكلبسيلة
يعتبر الالتهاب الرئوي أشيع الحالات التي تسببها الكلبسيلة خارج المستشفى. تكون الإصابة الرئوية عادةً على شكل ذات رئة قصبية أو على شكل التهاب قصبات. يميل هؤلاء المرضى لتطوير اختلاطات تتضمن: الخراج الرئوي والتكهف الرئوي والالتصاقات الجنبية والدبيلة الجنبية. يبلغ معدل الوفيات الناجم عن المرض نحو 50% حتى مع العلاج المناسب بالمضادات الحيوية.